# Plicatoperipatus
Plicatoperipatus é um género de invertebrado da família Peripatidae.
Este género contém as seguintes espécies:
- Plicatoperipatus jamaicensis